# 분청사기 상감사각묘지 및 분청사기 인화문 사각편병
분청사기 상감사각묘지 및 분청사기 인화문 사각편병(粉靑沙器 象嵌四角墓誌 및 粉靑沙器 印花文 四角扁甁)은 대한민국 경기도 용인시 기흥구에 있는 조선시대의 분청사기이다. 2006년 1월 17일 대한민국의 보물 제1450호로 지정되었다.

## 개요
상감사각묘지와 인화문 사각편병은 각각 태토와 유약의 상태, 물레성형 후 두들겨 사각으로 만들고 칼로 깎아 모서리각을 세우는 방식과 모래 섞인 내화토로 굽받침을 한 점 등 모든 만듦새가 똑 같다. 따라서 이 두 작품은 동시에 함께 제작된 것으로 보인다. 절대연대가 있는 묘지와 같이 제작된 인화문 편병은 분청연구에 획을 긋는 중요한 자료라 하겠다. 특히, 면으로 만들고 모서리를 깍은 후 조각을 한 방법이나 예상보다 큰 구연부를 붙인 점에서 조형적으로 뛰어난 감각을 느낄 수 있다.

## 같이 보기
- 분청사기

## 참고 자료
- 분청사기 상감사각묘지 및 분청사기 인화문 사각편병 - 국가유산청 국가유산포털